# Rikarda Groß
Rikarda Groß, geb. Haase (* 31. Dezember 1948 in Dorfhain; † 19. Oktober 2019), war eine deutsche Museumsmitarbeiterin und Autorin.

## Leben
Nach der Ausbildung zur Industriekauffrau im VEB Eldorado Dorfhain nahm sie später ein Studium der Datenverarbeitung in Dresden auf. Von 1979 bis 2013 war sie Mitarbeiterin im Lohgerber-, Stadt- und Kreismuseum Dippoldiswalde. Gemeinsam mit ihrem Ehemann, dem Museumsleiter Günter Groß, legte sie mehrere Publikationen über ihren Heimatort Dippoldiswalde und Umgebung vor. So veröffentlichten beide ab 2011 in der Herausgeberschaft des Lohgerbermuseums Dippoldiswalde eine Buchreihe über die Veränderung der Lebensweise und des Alltagslebens in den Dörfern im Osterzgebirges. Dabei wirkte Rikarda Groß bis zu ihrem Tod an 8 Bänden mit (siehe Werke).

## Werke (Auswahl)
- Gerhard Patzig, Kunsthändler und Maler, in: Erzgebirgische Heimatblätter Nr. 4/2008, S. 22–24.
- mit Günter Groß: Dokumentation ausgewählter Gerbereibetriebe in Mitteldeutschland / 13, Ausgewählte Gerbereibetriebe und Lederfabriken in Dänemark und Deutschland. Lohgerber-, Stadt- und Kreismuseum, Dippoldiswalde 2012, OCLC 772652927
- mit Günter Groß: Dokumentation ausgewählter Gerbereibetriebe in Mitteldeutschland / 12, Ausgewählte Gerbereibetriebe und Lederfabriken in Belgien, Deutschland, Österreich und der Schweiz. Lohgerber-, Stadt- und Kreismuseum, Dippoldiswalde 2009, OCLC 699537816
- Buchreihe über die Veränderung der Lebensweise und des Alltagslebens in den Dörfern im Osterzgebirge
  - mit Günter Groß: Fürstenau – ein Grenzdorf im Osterzgebirge. Adam, Dresden 2011, OCLC 885030488
  - mit Günter Groß: Löwenhain und Fürstenwalde. Zwei Dörfer auf dem Osterzgebirgskamm.  Dippoldiswalde 2013, OCLC 843465307
  - mit Günter Groß: Liebenau. Ein Dorf auf dem Osterzgebirgskamm. Dippoldiswalde 2013, OCLC 868367476
  - mit Günter Groß: Breitenau. Ein Grenzdorf im Osterzgebirge. Dippoldiswalde 2014
  - mit Günter Groß: Gottgetreu und Georgenfeld. Zwei Exulantensiedlungen auf dem Osterzgebirgskamm. Dippoldiswalde 2015
  - mit Günter Groß: Hennersbach, Börnersdorf, Liebstadt. Am Oberlauf der Seidewitz im Osterzgebirge. Dippoldiswalde 2017
  - mit Günter Groß: Waltersdorf, Döbra, Berthelsdorf. Drei Dörfer im Osterzgebirge. Dippoldiswalde 2019
  - mit Günter Groß: Börnchen. Ein Dorf im Osterzgebirge. Dippoldiswalde 2020